# 住吉祭
住吉祭（すみよしまつり）は、7月31日に大阪市の住吉大社で行われる例大祭を中心とした祭礼(夏越祓神事、神輿渡御祭、荒和大祓神事)。愛染まつり、天神祭と共に大阪三大夏祭りの一つ。

## 概要

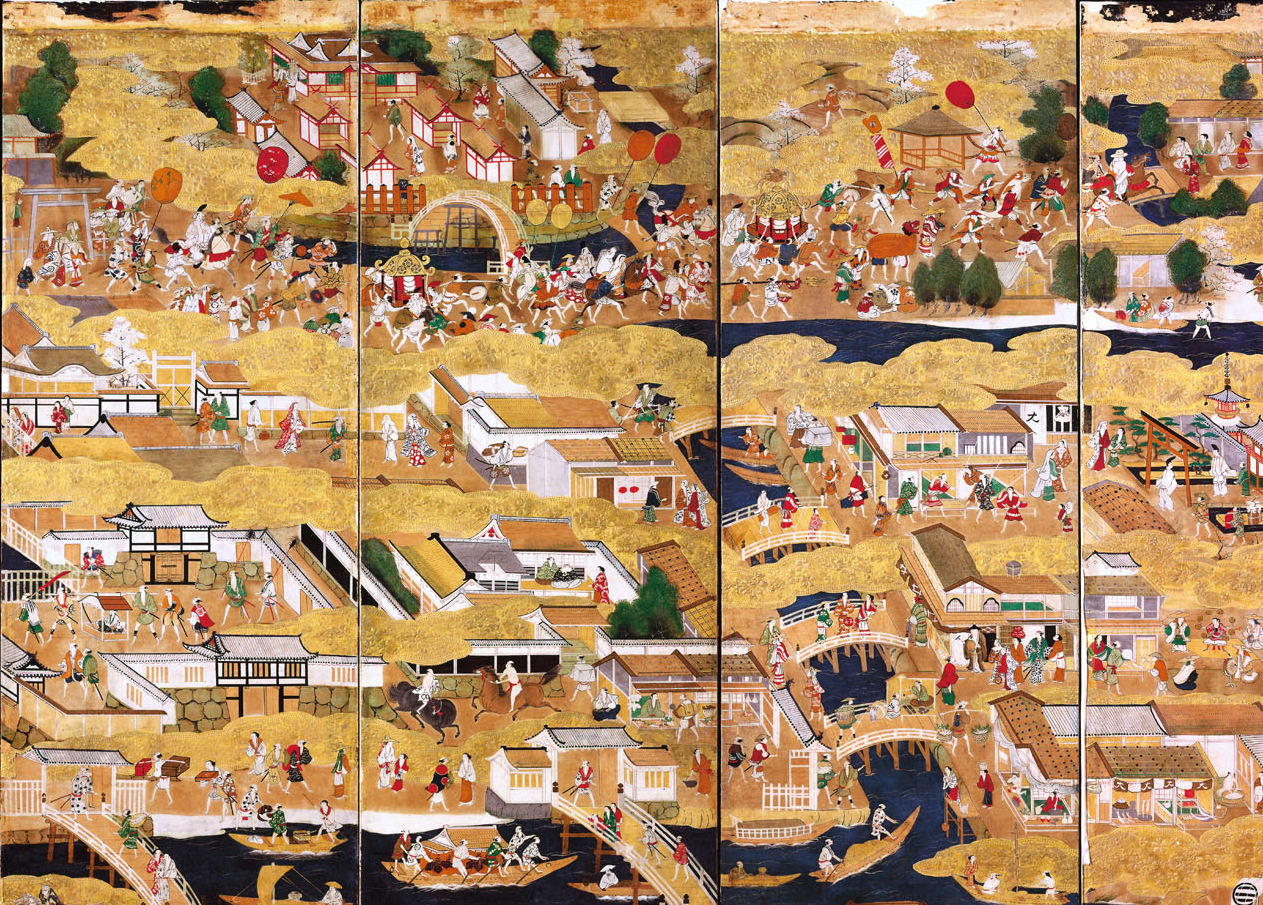
住吉大社の荒和大祓神事とされる豊臣期大阪図屏風に描かれた祭の様子

住吉祭は、7月31日に大阪市の住吉大社で行われる例大祭を中心とした祭礼。
生國魂祭（生國魂神社）・天神祭（大阪天満宮）・住吉祭（住吉大社）と続く大阪三大夏祭りのひとつ。
おはらいとも呼ばれ、住吉大社の夏祭りの一部、あるいは夏祭りそのものを指している。
狭義では、住吉大社の夏祭りのうち、7月30日に行われる宵宮祭、7月31日に行われる夏越祓神事、例大祭を指す。
広義では、7月の海の日から8月1日まで行われる住吉大社の夏祭り、そのものを指している。
土地の者たち（地元庶民）が、住吉祭と言った場合、7月31日と8月1日の住吉大社の夏祭り（夏越祓神事、例大祭、神輿渡御祭）を指す。
(住吉大社HPでは、狭義の意味で説明している）
『住吉大社神代記』によれば、住吉大社の夏祭り（別名：おはらい）は、奈良時代には、六月の御解除（みはらえ、別名:南祭）として恒例的に行なわれていた。
現在の住吉大社の夏祭りは、7月の海の日に、住吉公園で神輿洗神事が行われ、始まる。
7月31日には、夏越祓神事（無形文化財）や、第一本宮で祭典（例大祭）が行なわれ、熊野舞や住吉踊りが披露される。
8月1日には神輿渡御祭が行われる。2005年から徒歩でのお渡りが復活した。

## 日程
- 7月海の日　神輿洗神事（動画）
- 7月30日　住吉祭 宵宮祭
- 7月31日　住吉祭 例大祭（動画）、夏越祓神事
- 8月1日　渡御祭（動画）、頓宮祭、荒和大祓神事